# Les Bracelets rouges (série télévisée française)
Pour les articles homonymes, voir Les Bracelets rouges.
Les Bracelets rouges est une série télévisée française du genre réaliste, adaptée de la série catalane Polseres vermelles. Les six épisodes de la première saison sont diffusés pour la première fois le 5 février 2018 sur TF1,.
La deuxième saison est diffusée à partir du 11 mars 2019 sur TF1 pour 8 épisodes.
Le 2 avril 2019, la chaîne annonce le renouvellement de la série pour une troisième saison.
La troisième saison des Bracelets rouges est diffusée à partir du lundi 9 mars 2020 sur TF1 à 21 h 10 et compte huit épisodes.
 La saison 4 comporte six épisodes et elle est diffusée à partir du lundi 11 septembre 2023 à 21 h 10
La saison 5 comporte 6 épisodes et elle diffusée à partir du lundi 15 avril 2024 à 21 h 10 ; il s'agit de la dernière saison de la série.

## Synopsis
Thomas, Clément, Roxane, Mehdi, Côme, Sarah, Louise, Nour, Jessica, Benji, Emma, Zoé, Gabriel, Nathan, César et Prudence sont des enfants ou des adolescents atteints d'une maladie qu'ils doivent combattre au quotidien. Ensemble, ils vivent à fond leur vie d'adolescent même si elle se déroule à l'hôpital. Ils vivent l'amour, les trahisons, les rechutes et les guérisons, et des épreuves qui changent leur vie pour toujours.

## Fiche technique
Sauf indication contraire, les informations mentionnées dans cette section peuvent être confirmées par les bases de données cinématographiques IMDb et Allociné,  présentes dans la section « Liens externes ».
- D’après la série Polseres Vermelles créée par Albert Espinosa et Pau Freixas / Filmax Entertainement et Televisió de Catalunya[5]
- Titre original : Les Bracelets rouges
- Réalisation : Nicolas Cuche (saisons 1 et 2)
- Direction d'écriture : Marie Roussin (saisons 1 et 2), Nicolas Cuche (saison 3)
- Décors : Ghizlane Maatof
- Montage : Thierry Rouden - Anne Saïac
- Ingénieur du son : Philippe Donnefort
- Compositeur : Hit N’Run
- Effets visuels : Julie Delepine
- Photographie : Tristant Tortuyaux
- Maquillage : Sabrina Bernard
- Diffuseur : TF1 et Disney +
- Producteur : Véronique Marchat
- Production : VEMA productions et Groupe TF1
- Format : ACE Entertainment
- Pays :  France
- Genre : Fiction
- Durée : 52 minutes par épisode
- Dates de diffusion : depuis le 5 février 2018
- Activité : en production
- Aides : Région Nouvelle-Aquitaine

## Distribution
- Azize Diabaté : Mehdi Kamissoko (saisons 1 à 3 & 5, invité saison 4)
  - Bass Dhem : le grand-père de Mehdi (saisons 1 à 3)
- Tom Rivoire : Clément Simonet (saisons 1 à 3, invité saisons 4 & 5)
  - Guy Lecluyse : Patrick Simonet (saisons 1 à 3)
  - Cristiana Reali : Sylvie Simonet (saisons 1 à 3)
- Audran Cattin : Thomas Lancret (saisons 1 à 3, invité saisons 4 & 5)
  - Pascal Elbé : Yves Lancret (saisons 1 à 3)
  - Camille Lou : Aurore (saisons 1 et 2, récurrente saison 3)
- Louna Espinosa : Roxane Ranson (saisons 1 à 3, invitée saisons 4 & 5)
  - Tania Garbarski : Sandrine Ranson (saison 3, récurrente saisons 1 et 2)
  - Charlotte Lévy : Elisa Ranson (saison 3, récurrente saisons 1 et 2)
- Esther Valding : Sarah Legendre (saison 1, récurrente saison 2)
  - Michaël Youn : Gilbert Legendre (saison 1 et invité saison 2)
- Marius Blivet : Côme Lartigue (saisons 1 à 3)
  - Cécile Rebboah : Nathalie Lartigue (saisons 1 à 3)
  - Mathieu Madénian : Romain (saisons 1 à 3)
- Lionel Abelanski : Dr Antoine Catalan (saisons 1 à 5)
- Guilaine Londez : Dr Louise Riffier (saisons 1 à 5)
- Diouc Koma : Lucien (saisons 1 à 5)
- Juliette Lamboley : Valentine (saisons 1 à 5)
- Vincent Deniard : Victor (saisons 1 à 5)
- Émilie Gavois-Kahn : Estelle (saisons 1 à 5)
- Natacha Régnier : Dr Sora (saisons 1 à 3)
- Jean-François Cayrey : Bruno (saisons 1 à 3)
- Martin Daquin : Edouard La Vessie (saisons 1 à 3)
- Nicolas Jouhet : Dr Nezri (saisons 1 à 3)
- Mona Berard : Louise Marguet (saisons 2 et 3, invitée saisons 4 & 5)
  - Aure Atika : Alexandra Marguet (saisons 2 et 3)
  - Mathieu Torloting : Raphaël Marguet (saison 2)
- Capucine Valmary : Jessica Bernard (saisons 2 et 3)
- Élodie Frenck : Agathe (saisons 2 & 3)
- Hanane El Yousfi : Nour Vélachour (saison 3)
  - Farida Rahouadj : Mariam (saison 3)
  - Biyouna : grand-mère de Nour (saison 3)
- Léo Lorléac'h : Benjamin "Benji" (saisons 4 & 5)
  - Samira Lachhab : Sofia (saison 4)
  - Émilie Caen : Sophie (saison 4)
- Esther Blanc : Zoé Saroyan (saisons 4 & 5)
  - Michaël Gregorio : Dr Darius Saroyan (saisons 4 & 5)
  - Liliane Rovère : Odile (saison 4, invité saison 5)
- Noé Wodecki : Gabriel (saison 4)
  - Olivier de Benoist : Joseph, le père  (saison 4)
  - Anne Suarez : Claire, la mère  (saison 4)
- Kali Boisson : Emma Le Gall (saisons 4 & 5)
  - Blandine Bellavoir : Joyce Le Gall (saisons 4 & 5)
  - David Mora : Axel (saisons 4 & 5)
- Noah Deric : Nathan (saisons 4 & 5)
  - Yannig Samot : Karim (saisons 4 & 5)
  - Nadège Beausson-Diagne : Laurence (saisons 4 & 5)
- Maxime Pipet : César Chabrier (saisons 4 & 5)
  - Frédéric Diefenthal : Paul Chabrier (depuis la saison 5)
  - Annelise Hesme : Lucie Chabrier (saison 5)
- Chaili Souffir : Prudence Andra (saison 5)
  - Stéphane Debac : Dr Emmanuel Andra, Neurochirurgien (saisons 2 à 5)
- Anne-Élisabeth Blateau : Docteur Kovac (saison 4)
- Évelyne El Garby-Klaï : Dr Taïeb (saison 4)
- Omar Mebrouk : Dylan (saisons 4 & 5)

### Acteurs récurrents
- Jarry : Jarry (saison 2)
- Pierre-François Martin-Laval : le professeur de théâtre (saison 3)
- Héloïse Janjaud : Iris (saison 3)
- Sami Bitta : Mathis (saisons 4 & 5)

## Production

### Tournage
Le tournage de la première saison a commencé en février 2017 pour s'achever fin mai 2017. Les prises de vue ont été réalisées dans le département de la Gironde à Arcachon au Lycée Grand Air, Gujan-Mestras, à Max'Golf et à La Teste-de-Buch au Pôle Santé d'Arcachon appelé Hôpital Léonard de Vinci, quelques scènes ont été tournées à la Plage du Petit Nice. La première vue aérienne du premier épisode de la saison 1 a été tournée au-dessus de la plage centrale et sur la route du Porge-Océan, devant le camping municipal de La Grigne. Les scènes dans les chambres sont tournées à l'hôpital Simone Veil, sur le site de Montmorency (Val-d'Oise). D'autres scènes ont également été tournées au CHSF à Corbeil-Essonnes. La scène de l'accident de Côme a été tournée à la piscine de Saint-Germain-en-Laye, dans les Yvelines.
Pour le tournage, les acteurs Tom Rivoire et Audran Cattin se sont rasé la tête.
Le tournage de la saison 2 s'est déroulé en banlieue parisienne et à l'hôpital d'Arcachon. Quatre hôpitaux en tout ont accueilli les équipes de tournage. Les gestes médicaux ont souvent été assurés par des professionnels de la santé, notamment lors des opérations.

### Bande originale audio
La bande originale de la série a été composée par le groupe de musique HiTnRuN. Elle compte en tout 20 titres, plus un interprété par Iron & Wine.

## Origine et adaptation de la série
La série est l'adaptation française d'une série originaire de Catalogne, en Espagne, intitulée Polseres vermelles et diffusée en 2011 sur la chaîne française Numéro 23. Elle est tirée de l'histoire vraie d'Albert Espinosa Puig. Entre ses 14 et 24 ans, le natif de Barcelone a grandi dans un hôpital où il était soigné pour trois cancers qui lui ont fait perdre une jambe, un poumon et une partie de son foie. Durant ses années d'hospitalisation, le scénariste espagnol s'est lié avec d'autres personnes, il a créé avec eux les « bracelets rouges ».
Des adaptations ont précédemment été créées notamment en Allemagne (Club der roten Bänder (de)), en Italie (Braccialetti Rossi), au Québec, aux États-Unis (Red Band Society) et en Russie (Красные браслеты (ru)). La série a également été adaptée au Pérou, au Chili, dans le monde arabe (produit en Égypte) et en Slovaquie.

## Épisodes

### Première saison (2018)
Les épisodes, sans titre, sont numérotés de 1 à 6.

### Deuxième saison (2019)
Les épisodes, sans titre, sont numérotés de 1 à 8.

### Troisième saison (2020)
Les épisodes, sans titre, sont numérotés de 1 à 8.

### Quatrième saison (2023):Les bracelets rouges: nouvelle génération
La saison 4 comporte 6 épisodes, et est diffusée sur TF1 à partir du lundi 11 septembre 2023.

### Cinquième saison (2024):Les bracelets rouges: nouvelle génération
La saison 5 comporte 6 épisodes, et sera diffusée sur TF1 à partir du lundi 15 avril 2024.

## Audiences

### Saison 1 (2018)
| Épisode              | Diffusion             | Diffusion            | Audience moyenne          | Audience moyenne                       | Audience moyenne         | Audience moyenne | Réf.   |
| Épisode              | Jour                  | Horaire              | Nombre de téléspectateurs | Part de marché (sur les 4 ans et plus) | Part de marché (FRDA-50) | Classement       | Réf.   |
| -------------------- | --------------------- | -------------------- | ------------------------- | -------------------------------------- | ------------------------ | ---------------- | ------ |
| 1                    | Lundi 5 février 2018  | 21:10 - 22:05        | 5 730 000                 | 22,5 %                                 | 31,4 %                   | 1er              | [ 15 ] |
| 2                    | Lundi 5 février 2018  | 22:05 - 23:10        | 5 280 000                 | 25,8 %                                 | 31,4 %                   | 1er              | [ 15 ] |
| 3                    | Lundi 12 février 2018 | 21:10 - 22:05        | 5 670 000                 | 21,7 %                                 | 31,4 %                   | 1er              | [ 16 ] |
| 4                    | Lundi 12 février 2018 | 22:05 - 23:10        | 5 310 000                 | 25,1 %                                 | 31,4 %                   | 1er              | [ 16 ] |
| 5                    | Lundi 19 février 2018 | 21:10 - 22:05        | 6 150 000                 | 23,9 %                                 | 33,8 %                   | 1er              | [ 17 ] |
| 6                    | Lundi 19 février 2018 | 22:05 - 23:10        | 5 760 000                 | 27,4 %                                 | 33,8 %                   | 1er              | [ 17 ] |
|                      |                       |                      |                           |                                        |                          |                  |        |
| Moyenne de la saison | Moyenne de la saison  | Moyenne de la saison | 5 650 000                 | 24,4 %                                 | 32,2 %                   |                  | [ 18 ] |

- Les plus hauts chiffres d'audience
- Les plus bas chiffres d'audience

### Saison 2 (2019)
| Épisode              | Diffusion            | Diffusion            | Audience moyenne          | Audience moyenne                       | Audience moyenne         | Audience moyenne | Réf.   |
| Épisode              | Jour                 | Horaire              | Nombre de téléspectateurs | Part de marché (sur les 4 ans et plus) | Part de marché (FRDA-50) | Classement       | Réf.   |
| -------------------- | -------------------- | -------------------- | ------------------------- | -------------------------------------- | ------------------------ | ---------------- | ------ |
| 1                    | Lundi 11 mars 2019   | 21:10 - 22:05        | 5 370 000                 | 22,5 %                                 | 32,5 %                   | 1er              | [ 19 ] |
| 2                    | Lundi 11 mars 2019   | 22:05 - 23:10        | 4 700 000                 | 24 %                                   | 32,5 %                   | 1er              | [ 19 ] |
| 3                    | Lundi 18 mars 2019   | 21:10 - 22:05        | 4 910 000                 | 20,6 %                                 | 31,2 %                   | 1er              | [ 20 ] |
| 4                    | Lundi 18 mars 2019   | 22:05 - 23:10        | 4 600 000                 | 23,1 %                                 | 31,2 %                   | 1er              | [ 20 ] |
| 5                    | Lundi 25 mars 2019   | 21:10 - 22:05        | 4 980 000                 | 20,2 %                                 | 33,3 %                   | 1er              | [ 21 ] |
| 6                    | Lundi 25 mars 2019   | 22:05 - 23:10        | 4 640 000                 | 24,2 %                                 | 33,3 %                   | 1er              | [ 21 ] |
| 7                    | Lundi 1er avril 2019 | 21:10 - 22:05        | 5 680 000                 | 24 %                                   | 31,8 %                   | 1er              | [ 22 ] |
| 8                    | Lundi 1er avril 2019 | 22:05 - 23:10        | 5 140 000                 | 26 %                                   | 31,8 %                   | 1er              | [ 22 ] |
|                      |                      |                      |                           |                                        |                          |                  |        |
| Moyenne de la saison | Moyenne de la saison | Moyenne de la saison | 5 000 000                 | 23,1 %                                 | 32,2 %                   |                  | [ 18 ] |

- Les plus hauts chiffres d'audience
- Les plus bas chiffres d'audience

### Saison 3 (2020)
| Épisode              | Diffusion            | Diffusion            | Audience moyenne          | Audience moyenne                       | Audience moyenne         | Audience moyenne | Réf.   |
| Épisode              | Jour                 | Horaire              | Nombre de téléspectateurs | Part de marché (sur les 4 ans et plus) | Part de marché (FRDA-50) | Classement       | Réf.   |
| -------------------- | -------------------- | -------------------- | ------------------------- | -------------------------------------- | ------------------------ | ---------------- | ------ |
| 1                    | Lundi 9 mars 2020    | 21:10 - 22:05        | 4 560 000                 | 19 %                                   | 28,7 %                   | 2e               | [ 23 ] |
| 2                    | Lundi 9 mars 2020    | 22:05 - 23:10        | 3 990 000                 | 20,4 %                                 | 28,7 %                   | 2e               | [ 23 ] |
| 3                    | Lundi 16 mars 2020,  | 21:10 - 22:05        | 5 460 000                 | 20,8 %                                 | 26,9 %                   | 1er              | [ 26 ] |
| 4                    | Lundi 23 mars 2020,  | 21:10 - 22:05        | 5 680 000                 | 20,3 %                                 | 28,9 %                   | 1er              | [ 27 ] |
| 5                    | Lundi 30 mars 2020,  | 21:10 - 22:05        | 5 690 000                 | 20,5 %                                 | 29,2 %                   | 1er              | [ 28 ] |
| 6                    | Lundi 6 avril 2020,  | 21:10 - 22:05        | 5 510 000                 | 19,7 %                                 | 29 %                     | 1er              | [ 29 ] |
| 7                    | Lundi 13 avril 2020, | 21:10 - 22:05        | 5 760 000                 | 20 %                                   | 27,9 %                   | 1er              | [ 30 ] |
| 8                    | Lundi 20 avril 2020, | 21:10 - 22:05        | 5 420 000                 | 19,4 %                                 | 27,8 %                   | 1er              | [ 31 ] |
|                      |                      |                      |                           |                                        |                          |                  |        |
| Moyenne de la saison | Moyenne de la saison | Moyenne de la saison | 5 260 000                 | 20 %                                   | 28,3 %                   |                  | [ 18 ] |

- Les plus hauts chiffres d'audience
- Les plus bas chiffres d'audience

### Saison 4 (2023)
| Épisode              | Diffusion               | Diffusion            | Audience moyenne          | Audience moyenne                       | Audience moyenne         | Audience moyenne | Réf.   |
| Épisode              | Jour                    | Horaire              | Nombre de téléspectateurs | Part de marché (sur les 4 ans et plus) | Part de marché (FRDA-50) | Classement       | Réf.   |
| -------------------- | ----------------------- | -------------------- | ------------------------- | -------------------------------------- | ------------------------ | ---------------- | ------ |
| 1                    | Lundi 11 septembre 2023 | 21:10 - 22:05        | 3 140 000                 | 16,1 %                                 | 20,5 %                   | 2e               | [ 32 ] |
| 2                    | Lundi 11 septembre 2023 | 22:05 - 23:10        | 2 590 000                 | 16,7 %                                 | 20,5 %                   | 2e               | [ 32 ] |
| 3                    | Lundi 18 septembre 2023 | 21:10 - 22:05        | 2 710 000                 | 13,7 %                                 | 19,2 %                   | 2e               | [ 33 ] |
| 4                    | Lundi 18 septembre 2023 | 22:05 - 23:10        | 2 280 000                 | 14,4 %                                 | 19,2 %                   | 2e               | [ 33 ] |
| 5                    | Lundi 25 septembre 2023 | 21:10 - 22:05        | 2 610 000                 | 12,4 %                                 | 16,9 %                   | 3e               | [ 34 ] |
| 6                    | Lundi 25 septembre 2023 | 22:05 - 23:10        | 2 210 000                 | 13,4 %                                 | 16,9 %                   | 3e               | [ 34 ] |
|                      |                         |                      |                           |                                        |                          |                  |        |
| Moyenne de la saison | Moyenne de la saison    | Moyenne de la saison | 2 590 000                 | 14,5 %                                 | 18,9 %                   |                  | [ 18 ] |

- Les plus hauts chiffres d'audience
- Les plus bas chiffres d'audience

### Saison 5 (2024)
| Épisode              | Diffusion            | Diffusion            | Audience moyenne          | Audience moyenne                       | Audience moyenne         | Audience moyenne | Réf.   |
| Épisode              | Jour                 | Horaire              | Nombre de téléspectateurs | Part de marché (sur les 4 ans et plus) | Part de marché (FRDA-50) | Classement       | Réf.   |
| -------------------- | -------------------- | -------------------- | ------------------------- | -------------------------------------- | ------------------------ | ---------------- | ------ |
| 1                    | Lundi 15 avril 2024  | 21:10 - 22:05        | 2 830 000                 | 13,8 %                                 | 19,6 %                   | 2e               | [ 35 ] |
| 2                    | Lundi 15 avril 2024  | 22:05 - 23:10        | 2 360 000                 | 15,8 %                                 | 19,6 %                   | 1er              | [ 35 ] |
| 3                    | Lundi 22 avril 2024  | 21:10 - 22:05        | 2 750 000                 | 13,5 %                                 | 16,4 %                   | 2e               | [ 36 ] |
| 4                    | Lundi 22 avril 2024  | 22:05 - 23:10        | 2 440 000                 | 15,2 %                                 | 16,4 %                   | 1er              | [ 36 ] |
| 5                    | Lundi 29 avril 2024  | 21:10 - 22:05        | 2 580 000                 | 12,7 %                                 | 17 %                     | 2e               | [ 37 ] |
| 6                    | Lundi 29 avril 2024  | 22:05 - 23:10        | 2 390 000                 | 15,2 %                                 | 17 %                     | 1er              | [ 37 ] |
|                      |                      |                      |                           |                                        |                          |                  |        |
| Moyenne de la saison | Moyenne de la saison | Moyenne de la saison | 2 550 000                 | 14,4 %                                 | 17,7 %                   | NC               | [ 38 ] |

- Les plus hauts chiffres d'audience
- Les plus bas chiffres d'audience

## Accueil

### Réception critique
Sur Allociné, la série obtient une note de 4,2/5 pour 676 notes dont 37 critiques.
Les critiques presse sont positives elle obtient la note de 4,5/5 par le journal Le Parisien, tout comme pour Télé-Loisirs. La série obtient la note de 4/5 par le quotidien La Croix, Paris Match, Télé 2 semaines et Télé 7 jours.
- Le Parisien : « Des jeunes étonnants, des parents touchants, une histoire vraie la nouvelle série de TF1 va vous émouvoir. »[40]
- Télé-Loisirs : « Un véritable coup de cœur »[41]
- Paris Match : « Des personnages complexes et attachants. Un casting de futures stars. Un sujet sensible traité avec délicatesse, franchise et humour. »[42]
- La Croix : « Une série qui parvient à un équilibre subtil entre légèreté et gravité, humour et émotion »[43].
- Moustique : « On a craqué, vibré, pleuré, parce qu'au-delà de la fiction, Les Bracelets rouges nous parle d'amitié, d'amour, de maladie, d'espoir, de vie en somme »[44]. « Sans doute la plus belle réussite du genre »[45]. « La série aborde l'un des thèmes les plus insupportables et anxiogène qui soient, mais elle le tourne vers la lumière »[10].

## Récompense
- 2019 : Prix Télépoche/Téléstar de la meilleure série de ces 5 dernières années au Festival de la fiction TV de La Rochelle 2019[46]